# 3-オキソアジピン酸エノールラクトナーゼ
3-オキソアジピン酸エノールラクトナーゼ(3-oxoadipate enol-lactonase、EC 3.1.1.24)は、以下の化学反応を触媒する酵素である。
3-オキソアジピン酸エノールラクトン + 水{\displaystyle \rightleftharpoons }3-オキソアジピン酸
従って、基質は3-オキソアジピン酸エノールラクトンと水の2つ、生成物は3-オキソアジピン酸のみである。
この酵素は加水分解酵素に分類され、特にエステル結合に作用する。系統名は、4-カルボキシメチルブト-3-エン-4-オリド エノール-ラクトノヒドロラーゼ(4-carboxymethylbut-3-en-4-olide enol-lactonohydrolase)である。ヒドロキシル化による安息香酸の分解に関与している。